# Římskokatolická farnost Sněžné na Moravě
Římskokatolická farnost Sněžné na Moravě je územním společenstvím římských katolíků v rámci žďárského děkanství brněnské diecéze s farním kostelem svatého Kříže.

## Historie farnosti
Zdejší kraj byl osídlen až poměrně pozdě, a to v polovině 13. století. Mohl za to neprostupný hluboký prales, drsné počasí a také nadmořská výška (práh kostela je 720 m n. m.). Fryšava a Německé (dnešní Sněžné) byly osídleny německými skláři, hutníky a horníky z Rudohoří, kteří se tu brzy počeštili. Nejstarší zmínky o kostele v Německém (dnešním Sněžném) jsou z roku 1662. Šlo o katolický filiální kostel nebo spíše o menší hornickou kapli zasvěcenou svaté Kateřině. Roku 1736 byla ustanovena v Německém kaplanská expozitura a roku 1750 bylo již v Německém stálé kaplanské místo. Stále však nebyla ustanovena stálá duchovní správa.
Po zřízení železářských hutí narůstal v kraji počet obyvatel a tím i počet katolíků. Ti začali mezi sebou sbírat nejen na zřízení stálé duchovní správy, ale také na postavení důstojného kostela. Po zřízení stálé duchovní správy (lokálie) bylo přistoupeno ke stavbě nového kostela, a to na místě původní kaple. Samotná stavba začala roku 1753, dokončena bez věže byla v roce 1755. Téhož roku byl chrám vysvěcen Václavem Noskem, děkanem velkomeziříčským.
K 14. únoru 2007 byla zrušena farnost Krásné a k farnosti Sněžné na Moravě bylo přičleněno její území zahrnující Krásné, Daňkovice, Mrhov a Spělkov.

## Duchovní správci
Administrátorem excurrendo byl od 1. srpna 2009 R. D. Mgr. Jiří Janoušek. Toho od začátku srpna 2017 vystřídal R. D. Mgr. Sylwester Jurczak. Od léta roku 2025 je administrátorem farnosti R. D. Mgr. Blažej Hejtmánek.

## Bohoslužby
| Kostel          | Místo  | Bohoslužba (den) | Hodina      | Poznámka        |
| --------------- | ------ | ---------------- | ----------- | --------------- |
| svatého Kříže   | Sněžné | neděle čtvrtek   | 10.30 18.00 | farní kostel    |
| svatého Václava | Krásné | sobota           | 17.00       | filiální kostel |

## Aktivity ve farnosti
Dnem vzájemných modliteb farností za bohoslovce a bohoslovců za farnosti brněnské diecéze je 12. březen. Adorační den připadá na 16. září.
Ve farnosti se pravidelně koná tříkrálová sbírka. V roce 2016 se při sbírce vybralo ve Sněžném 21 093 korun.